# 아티큘레이션 (건축)
아티큘레이션(articulation)은 건축설계의 의장에서 결합 부분을 다듬는 방식의 하나이다.
아티큘레이션은 본래 언어학상의 언어로서 분절(分節), 명료(明瞭)의 의미이다. 이 말이 건축의 주요한 분야로 도입되기 시작한 것은 19세기에서 20세기 초 현대건축이 전개될 무렵부터이다. 그 이전에는 주로 교회건축의 주요 공간을 구성하는 기둥, 벽, 천장, 또는 플라잉 버트리스(flying buttress) 등의 요소를 말한다. 그 뒤 기능주의의 추구에 의하여 건축의 완전한 개별화, 분해를 가리킬 만큼 변화되어 갔다. 이러한 생각은 또한 합리주의라는 개념을 가지면서 루이스 칸이나 많은 건축가에 의하여 설계방법의 추구가 이뤄지고 있다.
건축의 아티큘레이션은 각 부분들을 강조함으로써 어떻게 각 부분들이 전체 건물과 어울리는지를 나타내준다.

## 갤러리

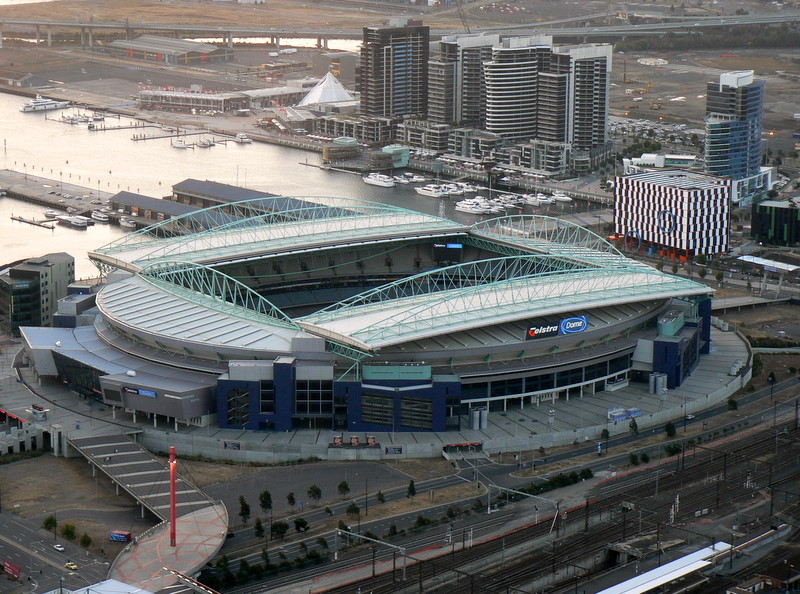
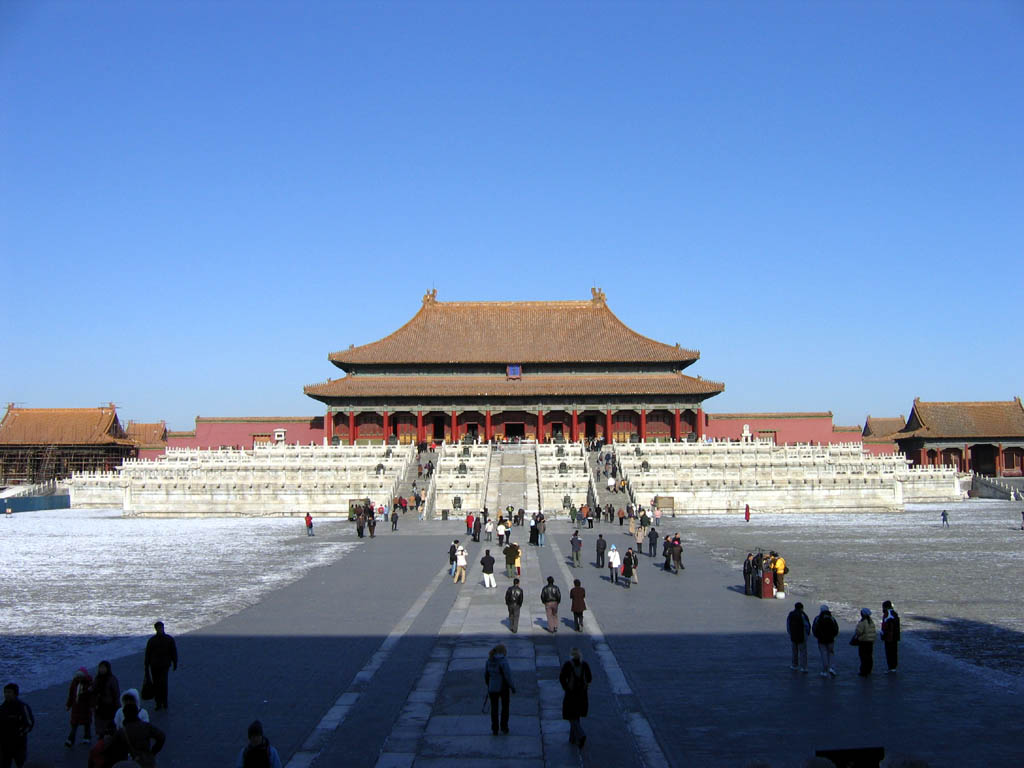
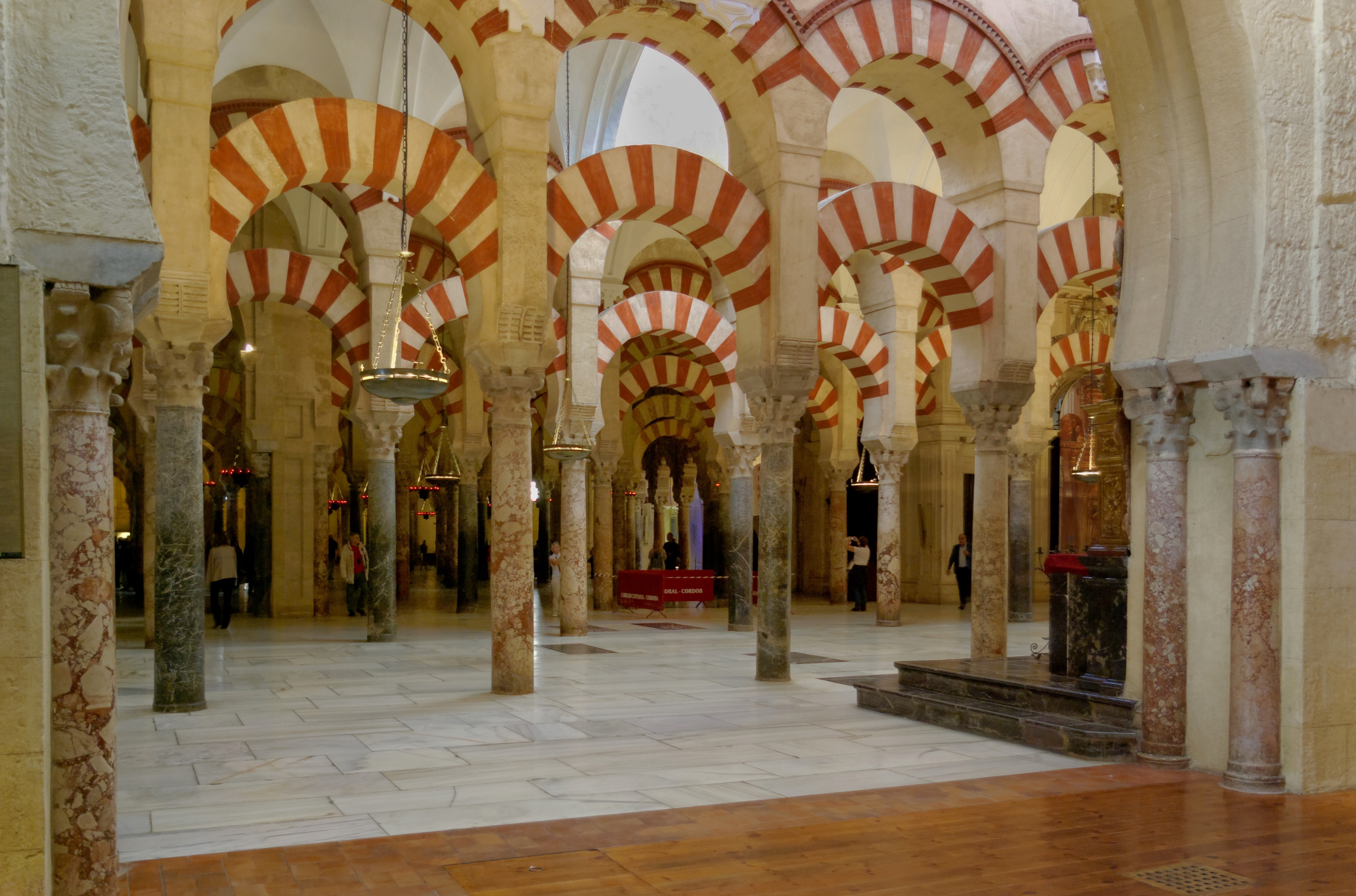
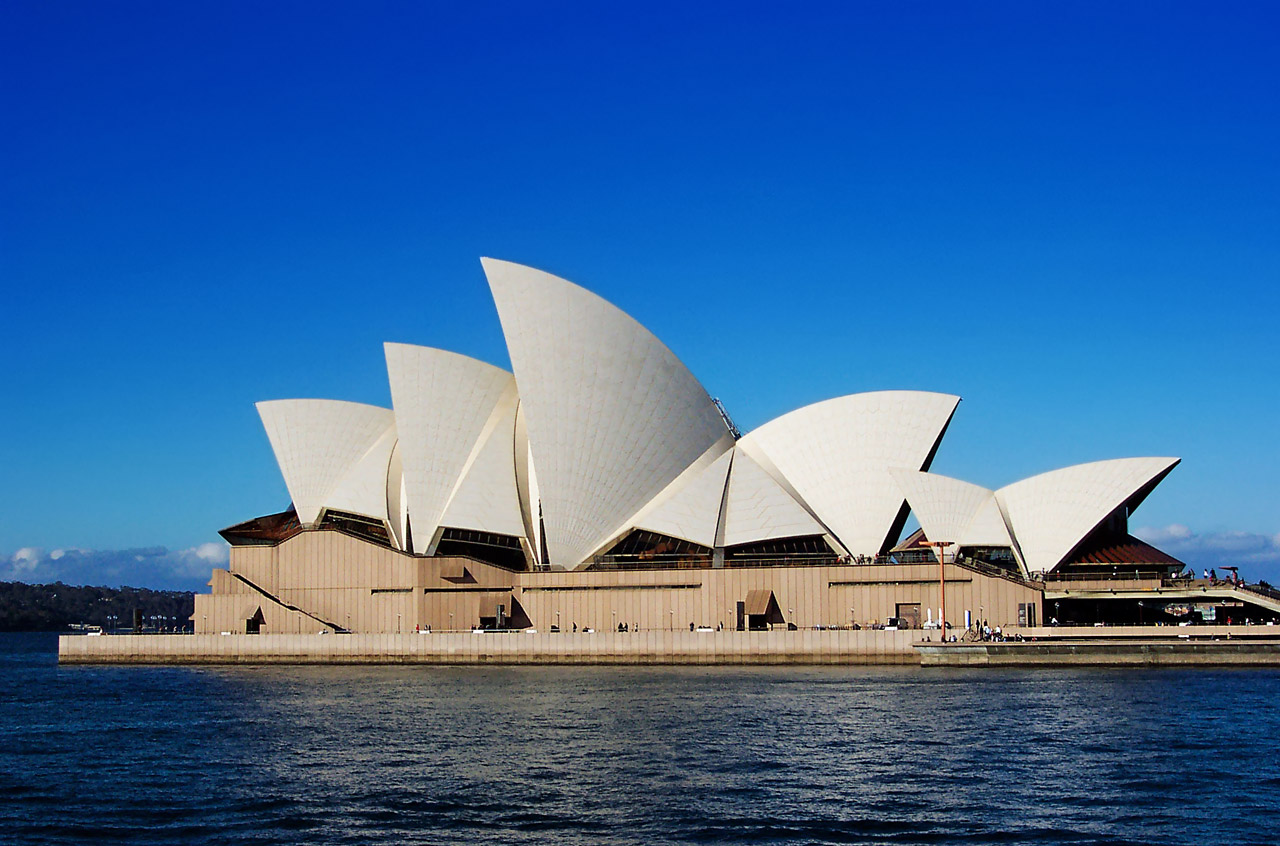